# Хлеб, любовь и…
Хлеб, любовь и… (итал. Pane, amore e…) — итальянская кинокомедия 1955 года, режиссёра Дино Ризи. Это третий фильм тетралогии, к которой ещё относятся: «Хлеб, любовь и фантазия» (1953), «Хлеб, любовь и ревность» (1954) и «Хлеб, любовь и… Андалусия» (Pane, amore e Andalusia, 1958).

## Сюжет
После 30 лет службы в армии Антонио Каротенуто (Витторио Де Сика), страстный поклонник женщин, возвращается в родной город Сорренто, чтобы стать начальником полиции города, но не может сразу поселиться в собственном доме, поскольку его по контракту еще снимает прекрасная София Кокоцца (Софи Лорен). Она торгует рыбой и поэтому не хочет уезжать из этого дома на берегу Неаполитанского залива. Брат Антонио Каротенуто — священник Матео — договорился с Виолантою Руотольо[кто?], что пока оформят документы на расторжение контракта, Антонио временно будет проживать у нее. Удастся ли прекрасной Софии продлить контракт аренды…